# Careproctus fedorovi
Careproctus fedorovi is een straalvinnige vissensoort uit de familie van snotolven (Cyclopteridae). De wetenschappelijke naam van de soort is voor het eerst geldig gepubliceerd in 1998 door Andriashev & Stein.